# Błędny rycerz

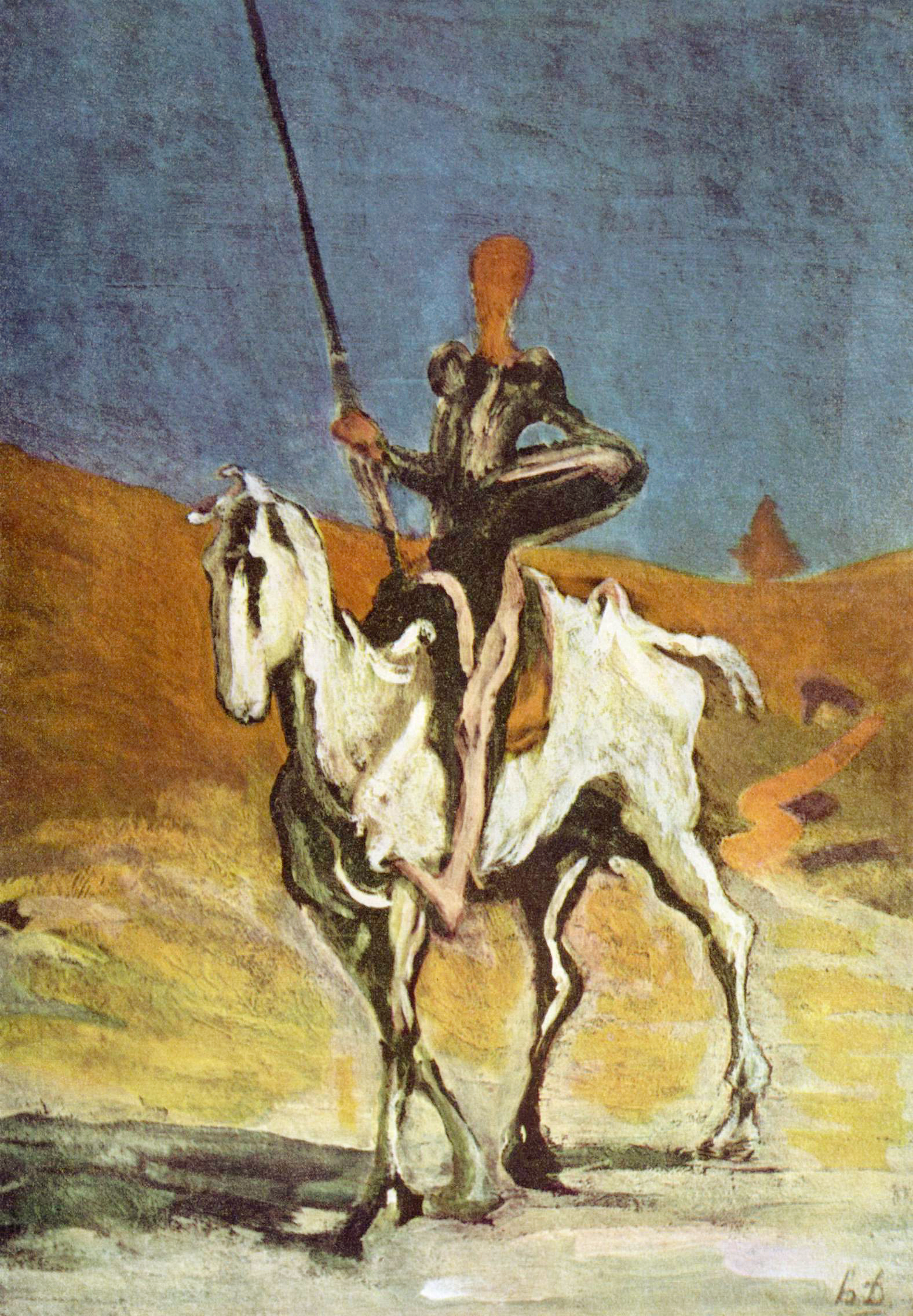
Don Kichot jako błędny rycerz na ilustracji Honorégo Daumiera

Błędny rycerz – postać z średniowiecznych romansów rycerskich i chansons de geste. Rycerz wędrujący w poszukiwaniu niezwykłych przygód dowodzących jego rycerskich cnót lub w poszukiwaniu dworskiej miłości.

## Polska nazwa
Polska nazwa błędny rycerz jest szeroko przyjętym tłumaczeniem francuskiego chevalier errant i często jest błędnie rozumiane jako rycerz dopuszczający się szalonych czynów. To przekonanie związane jest ze współczesnym znaczeniem słowa błędny (w staropolszczyźnie oznaczające błądzący), jak i tym, że jednym z najbardziej znanych błędnych rycerzy jest Don Kichote, tytułowa postać z powieści Miguela de Cervantesa (1605-1615), który pod wpływem lektury romansów rycerskich popada w obłęd i staje się karykaturą średniowiecznych bohaterów. W rzeczywistości starofrancuskie chevalier errant pochodzi nie od errare (błądzić), lecz od iterare (iść, wędrować).